# Sztambul rózsája
A Sztambul rózsája (németül: Die Rose von Stambul) operett három felvonásban. Zenéjét Leo Fall szerezte. Librettóját Julius Brammer és Alfred Grünwald írták. A mű az Ezüst Operettkorszakhoz tartozik, világpremierje 1916. december 2-án a bécsi Theater an der Wienben.

## Szereplők
- Őexcellenciája Kamek pasa
- Kondzsa Gül, a leánya (szoprán)
- Midili Hanum (szubrett), Güzela, Fatme, Durlane, Emine és Zobejde, Kondzsa barátnői
- Ahmed bég (tenor)
- Id. Müller Hamburgból
- Fridolin, a fia (buffó tenor)
- Desirée, Kondzsa európai kísérője
- „A három mézeshéthez” címzett szálloda igazgatója és liftesfiúja
- Bülbül és Dzsamile, Kondzsa cserkesz szolgálói

Társasági urak és hölgyek. Szállodavendégek.

## Zenekar
Két fuvola, két oboa, két klarinét, két fagott, három kürt, két trombita, három harsona, egy hárfa, ütőhangszerek és vonósok

## Cselekménye
Az első két felvonás Konstantinápolyban (Törökország), a harmadik felvonás Svájcban játszódik.
- Szín
  - I. felvonás: A női szalon Kamek pasa házában
  - II. felvonás: Díszszoba Ahmed bég palotájában
  - III. felvonás: „A három mézeshéthez” címzett szálloda terasza egy svájci gyógyhelyen
- Idő: 1914 előtt

Ahmed bég felvilágosult fiatal török és nagyon nyugati gondolkodású. A feje tele van a török társadalmi rend megreformálásának terveivel. Mivel azonban édesapja tekintélyes államminiszter, nem merik valódi nevén publikálni elképzeléseit. Irodalmi tehetségének és jó francia nyelvtudásának köszönhetően az a gondolata támadt, hogy írjon egy izgalmas regényt, és abban fejtse ki a gondolatait. Szerzőként az André Léry álnevet használja. A könyv gyorsan bestseller lett, amely különösen népszerű volt a modern török nők körében.
Kamek pasa az egyik legelismertebb török úr, és még mindig mélyen gyökerezik az oszmán családi hagyományban. Lánya, Kondzsa Gül egészen más. Nála André Léry szinte forradalmi elképzelései termékeny talajra hullanak. Kettejük között kiterjedt levelezés alakul ki, amelyben megtanulják egymást egyre jobban becsülni.
Kondzsa Gül még gyermeklány volt, amikor apja Ahmed bég feleségének szánta. Most, hogy férjhez menő korban van, hamarosan meg kell kötnie a házasságot. Kondzsát ez mélyen elszomorítja; de tudja, hogy hiábavaló lázadni ez ellen a hagyomány ellen. Azt is megtiltották neki, hogy az esküvő előtt találkozzon leendő férjével. Még ha eljegyezték is egymást, a pár csak paravánon keresztül beszélgethet egymással. Ahmed tudja, ki a menyasszonya. Ő is őszintén szerelmes belé, de nem mondja el neki, hogy ő André Léry.
A nászéjszaka botrányhoz vezet: Kondzsa Gül bevallja férjének, hogy a családi hagyomány miatt ment hozzá, de nem érez iránta semmit. Igaz szerelme André Léry francia író. Amikor Ahmed bevallja, hogy ő maga a szerző, egy szavát sem hiszi el.
Másnap Kondzsa Gül Svájcba indul, miután nászéjszakájukon meghallotta férjétől, hogy André Lérynek ott kell lennie. Amikor a szálloda recepcióján érdeklődik az író felől, megtudja, hogy egy Léry-párt várnak. Ez a hír szinte összetöri a szívét. Amint megérkezik, azonnal távozni akar. Hirtelen meglátja férjét, Ahmedet, aki feléje jön. Most lehull a fátyol a szeméről: férje és a francia költő egy és ugyanaz a személy.

## Híres részletek

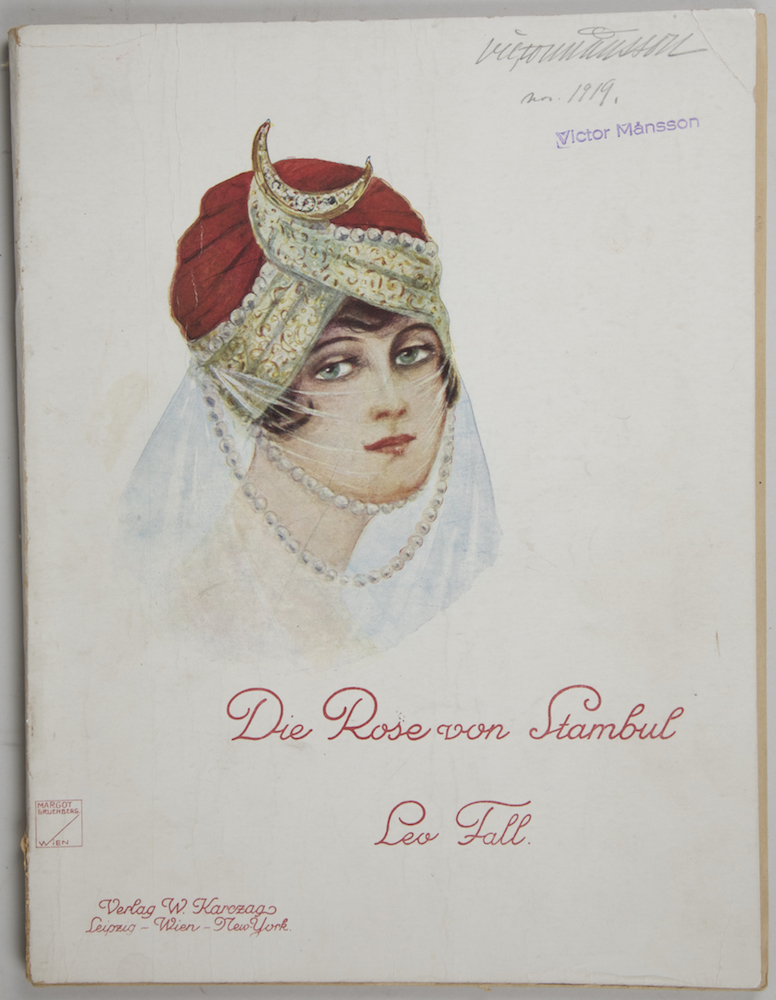
A zongorakivonat előlapja

- Kondzsa Gül és Ahmed bég duettje: Keringőnek kell lennie
- Ahmed bég keringődala: Ó, Sztambul rózsája, csak te leszel az én Seherezádém
- Ez a divatos boldogság
- Két szem, amelyek nem akarnak kimenni a fejemből
- Ti csendes, édes nők – ti nők, a szerenádom nektek szól
- Menj és meséld el nekem Schnuckit – Midili Hanum, Fridolin

## Diszkográfia
- Kimberly McCord (Kondzsa Gül), Alison Kelly (Midili Hanum), Gerald Frantzen (Ahmed bég), Robert Morrissey (id. Müller), Erich Buchholz (Fridolin) stb.; a Chicago Folks Operetta Ének- és Zenekara, vezényel: John Frantzen (élő felvétel angol nyelven, Oak Park, Percy Julian Auditorium, 2011. augusztus 8.) Naxos 8.660326-27
- Kristiane Kaiser (Kondzsa Gül), Magdalena Hinterdobler (Midili Harum), Mathias Klink (Ahmed bég), Wolfgang Klose (id. Müller), Andreas Winkler (Fridolin) stb.; a Bajor Rádió Énekkara, Müncheni Rádiózenekar, vezényel: Ulf Schirmer (2014) cpo 555 036-2

## Megfilmesítése
1953-ban forgatták az operettfilmet Karl Anton rendezésében. A főszerepeket Inge Egger, Albert Lieven, Laya Raky, Grethe Weiser és Paul Hörbiger játszották. Nem Leo Fall eredeti zenéje hallható benne, hanem Willy Schmidt-Gentner feldolgozása.

## Fordítás
- Ez a szócikk részben vagy egészben  a   Die Rose von Stambul című német Wikipédia-szócikk ezen változatának fordításán alapul.  Az eredeti cikk szerkesztőit annak laptörténete sorolja fel. Ez a jelzés csupán a megfogalmazás eredetét és a szerzői jogokat jelzi, nem szolgál a cikkben szereplő információk forrásmegjelöléseként.